# Georges Beaume
Pour les articles homonymes, voir Beaume.
Georges Beaume est un journaliste, romancier, nouvelliste, critique d'art et de littérature, né le 12 mai 1861 à Pézenas dans l'Hérault et mort le 17 février 1940 à Mirande dans le Gers.

## Distinctions
De l'Académie française
- 1894 : prix Lambert pour Aux Jardins[3]
- 1896 : prix Montyon pour Les Vendanges
- 1898 : prix Maillé-Latour-Landry pour ses romans
- 1913 : prix Monbinne
- 1929 : prix Montyon pour La Cigale et la Fourmi

## Théâtre
Adaptationpar Georges Beaume, petit-neveu et homonyme de Georges Beaume (1861-1940)
- 1961 : Dommage qu'elle soit une putain de John Ford, mise en scène Luchino Visconti, Théâtre de Paris